# Cừu Duyên hải bản địa

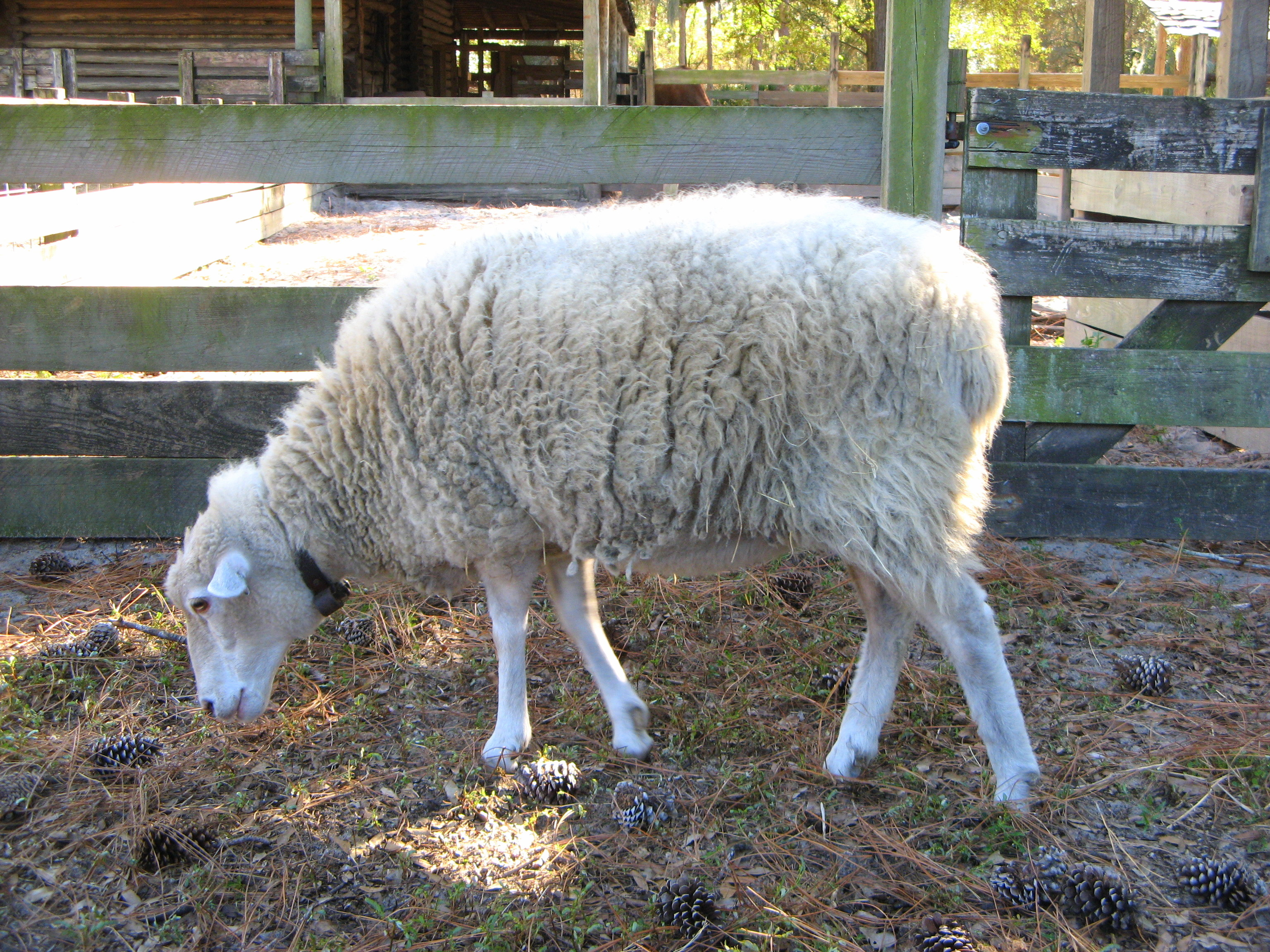
Một con cừu Duyên hải bản địa

Cừu Duyên hải vịnh Mexico bản địa (tên tiếng Anh: Gulf Coast Native sheep) là một giống cừu mẹ đẻ ở các tiểu bang Hoa Kỳ tiếp giáp với bờ biển vùng Vịnh Mexico. Cũng đôi khi được gọi là cừu Louisiana, cừu bản địa Pineywoods hoặc chỉ đơn giản là Cừu Duyên hải, giống cừu này là một sự kết hợp của rất nhiều các giống cừu mà cư dân phía Nam Hoa Kỳ trong các khu vực thuộc địa châu Âu.
Giống cừu này bây giờ là một giống cực kỳ hiếm, nhưng một trong những giá trị cho khả năng thích ứng với khí hậu nóng ẩm của vùng Vịnh. Cừu Duyên hải bản địa được liệt kê là giống có tình trạng "nghiêm trọng" trong danh sách ưu tiên bảo tồn của Hiệp hội bảo tồn Giống Gia súc Mỹ và được bao gồm trong USA, những bầy nghiên cứu đã được nuôi giữ bởi Đại học Florida, Đại học Louisiana State, và bởi Cơ quan Nghiên cứu Nông nghiệp Bộ Nông nghiệp Mỹ ở Arkansas. Vườn thú Atlanta cũng đã mua một bầy chiên để trưng bày.

## Lịch sử
Các dòng máu của cừu Duyên hải bản địa có thể được truy trở lại sự phát triển ban đầu của cừu Churra trong vùng Tân Thế giới trong thế kỷ 15 bởi người Tây Ban Nha. Sau đó, những loài cừu Criollo lai tạp liên tục với giống của Anh và Pháp. Một số chủng cũng có thể hiển thị ảnh hưởng. Hàng ngàn con cừu Duyên hải lang thang tự do thoải mái trên đồng cỏ ở miền Nam, ngoại trừ các cuộc càn quét thường xuyên. Trong một thời đại trước khi phương pháp chăn nuôi hiện đại, những con cừu thích nghi với khí hậu của miền Nam hay bị diệt vong, chăn nuôi trong nhiều thập kỷ của sự đề kháng với các điều kiện của khu vực. Chủng cuối cùng đặc biệt giống cừu xuất hiện dựa trên khu vực, chẳng hạn như cho Louisiana, Texas, Florida hay.
Vào giữa thế kỷ 20, cừu Duyên hải bản địa cung cấp gần như tất cả các len thô cho miền Nam Hoa Kỳ và hàng trăm ngàn cá thể trong số chúng đã tồn tại. Tuy nhiên, sau chiến tranh Thế giới II, thuốc tẩy giun và những tiến bộ khác đã được giới thiệu rộng rãi đến các ngành công nghiệp cừu tại Hoa Kỳ, có nghĩa là nhiều hơn các giống hiện đại với công suất lớn hơn có thể được giới thiệu vào miền Nam. Điều này dẫn đến sự suy giảm của các con số của cừu bản địa Vùng Vịnh. Từ năm 1994, đã có một hiệp hội giống cho Cừu bản địa Duyên hải. 

## Đặc điểm
Cừu Duyên hải bản địa là một giống cừu có tầm vóc nhỏ nhưng tinh xương, với cừu cái có trọng lượng không quá 180 pounds và cừu đực thì không quá 200. Chúng thường nhỏ hơn nhiều, đặc biệt là trên đất chăn thả nghèo nàn nguồn thức ăn. Chúng có thể khuyết sừng hoặc có sừng ở cả hai giới. Mặc dù chủ yếu là một giống cừu lấy thịt, cừu Duyên hải bản địa mang len nhẹ mà có thể có một số tóc ở trong đó, dài 2,5-4 inch. Nó thường có lông len màu trắng, nhưng có thể là màu nâu, đen, hoặc phát hiện thỉnh thoảng có các màu khác.
Tất cả các con chiên cừu duyên hải bản địa không có lông trên khuôn mặt, bụng và chân, đây được coi là một sự thích nghi với cái nóng của miền Nam. Các đặc điểm đáng chú ý nhất của cừu bản địa Duyên hải là khả năng chống ký sinh trùng và các bệnh mà phát triển mạnh trong những con cừu ở vùng khí hậu nóng ẩm. So với các giống cừu khác, chúng được đặc biệt biết đến với khả năng của chúng để tự chống thối chân và giun sán như Haemonchus contortus mà sinh sôi nảy nở phổ biến ở phía Nam Hoa Kỳ.
Trán chúng phẳng, xương mũi lồi ra, chúng có hố nước mắt, mõm của chúng mỏng, môi hoạt động, răng cửa sắc, nhờ đó chúng có thể gặm được cỏ mọc thấp và bứt được những lá thân cây mềm mại, hợp khẩu vị trên cao để ăn. Chúng có thói quen đi kiếm ăn theo bầy đàn, tạo thành nhóm lớn trên đồng cỏ. Trong da chúng có nhiều tuyến mồ hôi và tuyến mỡ hơn dê. Bởi thế chúng bài tiết mồ hôi nhiều hơn và các cơ quan hô hấp tham gia tích cực hơn vào quá trình điều tiết nhiệt. Mô mỡ dưới da của chúng phát triển tốt hơn dê và ngược lại ở các cơ bên trong của chúng có ít tích lũy mỡ hơn dê. 

## Chăn nuôi
Chúng có tính bầy đàn cao nên dễ quản lý, chúng thường đi kiếm ăn theo đàn nên việc chăm sóc và quản lý rất thuận lợi. Chúng cũng là loài dễ nuôi, mau lớn, ít tốn công chăm sóc. So với chăn nuôi bò thì chúng là vật nuôi dễ tính hơn, thức ăn của chúng rất đa dạng, thức ăn của chúng là những loại không cạnh tranh với lương thực của người. Chúng là động vật có vú ăn rất nhiều cỏ.
Hầu hết chúng gặm cỏ và ăn các loại cỏ khô khác, tránh các phần thực vật có gỗ nhiều. Chúng có chế độ hoạt động ban ngày, ăn từ sáng đến tối, thỉnh thoảng dừng lại để nghỉ ngơi và nhai lại. Đồng cỏ lý tưởng cho chúng như cỏ và cây họ Đậu. Khác với thức ăn gia súc, thức ăn chính của chúng trong mùa đông là cỏ khô.
Chúng là loài ăn tạp, có thể ăn được nhiều loại thức ăn bao gồm thức ăn thô xanh các loại như: rơm cỏ tươi, khô, rau, củ quả bầu bí các loại, phế phụ phẩm công nông nghiệp và các loại thức ăn tinh bổ sung như cám gạo ngũ cốc. Mỗi ngày chúng có thể ăn được một lượng thức ăn 15-20% thể trọng. Chúng cần một lượng thức ăn tính theo vật chất khô bằng 3,5% thể trọng. Với nhu cầu 65% vật chất khô từ thức ăn thô xanh (0,91 kg) và 35% vật chất khô từ thức ăn tinh (0,49 kg). Khi cho chúng ăn loại thức ăn thô xanh chứa 20% vật chất khô và thức ăn tinh chứa 90% vật chất khô.
Nguồn nước uống là nhu cầu cơ bản của chúng. Lượng nước cần cho chúng biến động theo mùa và loại và chất lượng thực phẩm mà chúng tiêu thụ. Khi chúng ăn nhiều trong các tháng đầu tiên và có mưa (kể cả sương, khi chúng ăn vào sáng sớm), chúng cần ít nước hơn. Khi chúng ăn nhiều cỏ khô thì chúng cần nhiều nước. Chúng cũng cần uống nước sạch, và có thể không uống nếu nước có tảo hoặc chất cặn. Trong một số khẩu phần ăn của chúng cũng bao gồm các khoáng chất, hoặc trộn với lượng ít.

## Chăm sóc

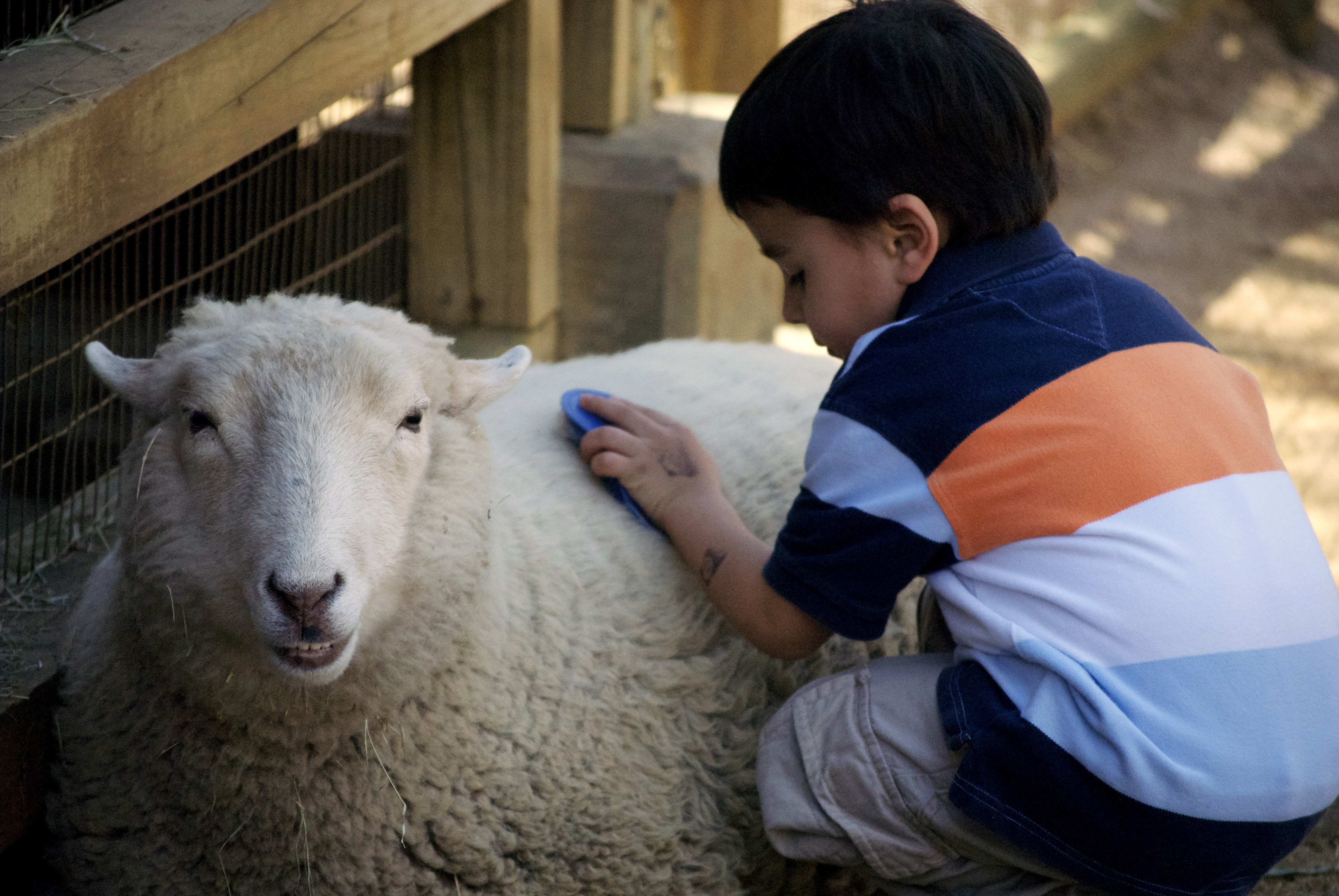
Chăm sóc cừu ở vườn thú

Sau khi cho phối giống 16-17 ngày mà không có biểu hiện động dục lại là có thể cừu đã có chửa, Căn cứ vào ngày phối giống để chuẩn bị đỡ đẻ cho cừu (thời gian mang thai của cừu 146-150 ngày) nhằm hạn chế cừu sơ sinh bị chết; Có thể bồi dưỡng thêm thức ăn tinh và rau cỏ non cho cừu có chửa nhưng tuyệt đối tránh thức ăn hôi mốc; Khi có dấu hiệu sắp đẻ (bầu vú căng, xuống sữa, sụt mông, âm hộ sưng to, dịch nhờn chảy ra, cào bới sàn...) nên nhốt ở chuồng riêng có lót ổ rơm và chăn dắt gần, tránh đồi dốc.
Thông thường cừu mẹ nằm đẻ nhưng cũng có trường hợp đứng đẻ, tốt nhất nên chuẩn bị đỡ đẻ cho cừu; Sau khi đẻ cừu mẹ tự liếm cho con. Tuy nhiên, vẫn phải lấy khăn sạch lau khô cho cừu con, nhất là ở miệng và mũi cho cừu con dễ thở. Lấy chỉ sạch buộc cuống rốn (cách rốn 4–5 cm), cắt cuống rốn cho cừu con và dùng cồn Iod để sát trùng; Giúp cừu con sơ sinh đứng dậy bú sữa đầu càng sớm càng tốt (vì trong sữa đầu có nhiều kháng thể tự nhiên); Đẻ xong cho cừu mẹ uống nước thoải mái (có pha đường 1% hoặc muối 0.5%).
Cừu con trong 10 ngày đầu sau khi đẻ cừu con bú sữa mẹ tự do; Từ 11-21 ngày tuổi cừu con bú mẹ 3 lần/ngày, nên tập cho cừu con ăn thêm thức ăn tinh và cỏ non, ngon; 80-90 ngày tuổi có thể cai sữa. Giai đoạn này phải có cỏ tươi non, ngon cho cừu con để kích thích bộ máy tiêu hóa phát triển (đặc biệt là dạ cỏ) và bù đắp lượng dinh dưỡng thiếu hụt do sữa mẹ cung cấp không đủ; Cừu sinh trưởng và phát triển nhanh, mạnh ở giai đoạn này.